# David Nichols
David Christopher Nichols (South Holland, 26 marzo 1996) è un cestista statunitense.